# 후시키역
후시키역(일본어: 伏木駅)은 일본 도야마현 다카오카시에 위치한 서일본 여객철도 · 일본화물철도 히미선의 철도역이다. 섬식 승강장 1면 2선의 구조를 갖춘 지상역이다.

## 타는 곳
| 역사 측 | ■ 히미 선 | 상행 | 다카오카 방면 |
| 반대 측 | ■ 히미 선 | 하행 | 히미 방면     |

## 이용 현황
| 승차 인원 추이 | 승차 인원 추이 |
| 연도           | 1일 평균       |
| -------------- | -------------- |
| 1997           | 717            |
| 1998           | 724            |
| 1999           | 629            |
| 2000           | 602            |
| 2001           | 539            |
| 2002           | 461            |
| 2003           | 403            |
| 2004           | 378            |
| 2005           | 372            |
| 2006           | 346            |
| 2007           | 312            |
| 2008           | 310            |
| 2009           | 314            |
| 2010           | 311            |
| 2011           | 281            |
| 2012           | 284            |
| 2013           | 291            |
| 2014           | 271            |

## 취급 화물 · 전용선
JR 화물의 역은, 전용선 발착의 컨테이너 화물 및 차급 화물의 취급역으로 되어 있다.
예전에는 닛폰 제지 후시키 공장에 이르는 전용 철도나 많은 전용선이 접속하고 있었지만, 점차 폐지되어, 마지막까지 남아 있었던 닛폰 제지 후시키 공장에 접속하는 전용 철도도 2008년 9월 30일에 이 공장의 폐쇄로 인해, 열차에 의한 화물 수송은 실행되지 않고 있다. 그러나, 닛폰 제지 후시키 공장 터의 토지를 취득했던 도야마 현에 본사를 두어 농부산업 그룹의 일본 차량 재활용이, 해당 전용 철도를 2012년 10월 4일에 조업을 개시했던 철도차량 · 선박 · 대형 버스등의 해체 시설로의 투입 경로로 되어 있다. 또한, 당 역부터 300m의 후시키 내항 옆에, 그 위에 거기부터 600m 연장된 후시키 외항 만요 부두에 철로를 접속해서, 해당 항만의 화물 수송에 편의를 도모하는 구상도 발표되고 있다.
예전에는 항구에 마주한 유조소군에 이르는 전용선이 있었지만, 해당 측선에는 JR 화물 · 호쿠리쿠 로지스틱스가 보관해 수복을 기대하고 있는 이바라키 교통 케키 102형 디젤 기관차나 시즈오카 철도 시미즈시나이 선 모하 65형 전차 등의 수량이 유치되어 있다. 또한, 전전부터 전차에 대해서 운용되고 있던 토60및 토61, 간바라 철도가 보유하고 있던 토2및 와12의 합계 4량의 목제화차도 보관되어 있다.

## 역 주변
- 후시키토야마 항
- 후타가미 산

## 인접 역
| 히미선               | 히미선    | 히미선               |
| -------------------- | --------- | -------------------- |
| 노마치 다카오카 방면 | ■ 히미 선 | 엣추코쿠부 히미 방면 |